# 2013년 전국장애학생체육대회
제7회 전국장애학생체육대회는 2013년 5월 11일부터 5월 14일까지 대한민국 대구광역시에서 열렸다.

## 개요
- 대회명칭 : 제7회 전국장애학생체육대회
- 개최기간 : 2013년 5월 11일 ~ 2013년 5월 14일
- 개최지 : 대구광역시
- 구호 : 함께 뛰는 땀방울, 자신감의 꽃망울
- 참가인원 : 3,018명 (선수 1,773명, 임원 및 보호자 1,245명)
- 종별 : 초등학교부, 중학교부, 고등학교부에 재학 중인 전 장애인
- 마스코트 : 생명이와 태양이

## 종목

### 정식종목
| - 골볼 - 보치아 - 수영 - 육상 - 탁구 - 농구 - 디스크골프 - 배구 - 배드민턴 - 볼링 - 역도 - 실내조정 - 축구 | - 플로어볼 - e-스포츠 |

## 경기장
| 종목       | 소재지 | 경기장                      | 종별     | 세부종목 | 비고 |
| ---------- | ------ | --------------------------- | -------- | -------- | ---- |
| 골볼       | 서구   | 서구국민체육센터            | 시각장애 |          |      |
| 농구       | 달서구 | 상원고등학교 체육관         | 지적장애 |          |      |
| 디스크골프 | 달성군 | 대구환경자원사업소          |          |          |      |
| 배구       | 북구   | 대구일중학교 체육관         |          |          |      |
| 배드민턴   | 북구   | 대구실내체육관              |          |          |      |
| 보치아     | 달서구 | 대구학생문화체육센터        |          |          |      |
| 볼링       | 달서구 | 대경볼링장                  |          |          |      |
| 수영       | 달서구 | 두류수영장                  |          |          |      |
| 실내조정   | 달서구 | 효성여자고등학교 체육관     |          |          |      |
| 역도       | 북구   | 대구체육고등학교 체육관     |          |          |      |
| 육상       | 수성구 | 대구스타디움                |          |          |      |
| 축구       | 북구   | 강변축구장                  | 지적장애 |          |      |
| 탁구       | 북구   | 대구시민체육관              |          |          |      |
| 플로어볼   | 북구   | 경북대학교 제2체육관        |          |          |      |
| e-스포츠   | 달서구 | 경북기계공업고등학교 체육관 |          |          |      |